# Carl Greiner (Schauspieler)
Carl Greiner (24. Februar 1859 in Berlin – 10. Juli 1927 in Zittau) war ein deutscher Theaterschauspieler.

## Leben
Greiner, Sohn eines Offiziers, war zunächst auf Wunsch seine Eltern Lehrling und Reisender in einem Magdeburger Engrosgeschäft. 1878 ging er, ohne je Schauspielunterricht genossen zu haben, zu einer reisenden Gesellschaft und betrat als „Landrichter“ in Goldbauer zum ersten Mal die Bühne.
1879 war er am Ostendtheater in Berlin, von 1880 bis 1883 am Stadttheater Frankfurt an der Oder, von 1883 bis 1885 in Breslau und von 1885 bis 1888 in Köln. 
Von Köln wechselte er nach Leipzig und spielte dort bis mindestens 1902 in Repräsentations- und Chargenrollen sowohl im Schauspiel als auch in der Operette.
Seine Leistungen waren sauber und sorgfältig und fanden gerechte Anerkennung. Erwähnenswert sind „Der alte Moor“ in Räubern, „Burgund“ in Jungfrau von Orleans, „Walther Fürst“, „von Senden“ in Journalisten, „Gefängnisdirektor Frank“, „Mourzouk“ in Giroflé-Girofla, „Stettendorf“ in Goldfische etc.